# La Baroche-sous-Lucé
La Baroche-sous-Lucé là một xã thuộc tỉnh Orne vùng Normandie tây bắc nước nước Pháp. Xã này nằm ở khu vực có độ cao trung bình 150 mét trên mực nước biển.